# Бърдени
Бърдени е село в Северна България. То се намира в община Трявна, област Габрово.

## География
Село Бърдени се намира на седем километра от китния балкански градец Трявна. Селцето е относително малко, но с изключителни природни и климатични дадености - чудесна гледка към Еленския Балкан, връх Ботев, връх Шипка, Бузлуджа, кристален въздух, ледена бистра вода, зелени гори и поляни, тиха и снежна зима. Постоянно живущи в селото почти няма, но в почивни дни селото гъмжи от хора. Близостта му до град Трявна го прави изключително привлекателно за селски туризъм.